# 织金县
织金县是中华人民共和国贵州省毕节市下辖的一个县。面积2868平方公里，2002年人口91万。邮政编码552100，县政府驻文腾街道。

## 历史
根据清朝道光进士谌厚光编纂的《平远州志》所记载：“织金秦属巴郡；汉属牂牁郡；为仡佬族世居；晋以后彝族入主；宋、元、明为毗喇郡。”清康熙四年（1665年），设平远府。二十二年（1683年），降为平远州。民国2年（1913年）废州，置平远县。民国3年（1914年）1月以平远州城东有织金街、织金关而改名为织金县。

## 地理与气候
织金县位于贵州中部偏西，毕节地区的东南，乌江上游六冲河与三岔河交汇的三角地带。东距贵阳151公里，南距安顺95公里，北距毕节市129公里。境内东西长82.5公里，南北宽66公里，总面积2868平方公里。东边与平坝、清镇相邻；南面接普定、安顺；西方接纳雍、六枝；北部接大方、黔西。
境内山峦起伏，多为喀斯特地貌，溶洞遍布。距县城22公里的织金洞，有“天下第一洞”之称。附近有洪家渡水电站，是西电东输的第一站。地势西南高，东北低。最高海拔2262米，最低海拔1319米。
属亚热带季风气候，年平均气温14.7℃，降雨量938.4毫米。全年日照1172小时，无霜期327天。

## 行政区划
织金县下辖6个街道办事处、16个镇、3个乡、7个民族乡：
双堰街道、文腾街道、金凤街道、八步街道、绮陌街道、三甲街道、桂果镇、牛场镇、猫场镇、化起镇、龙场镇、以那镇、三塘镇、阿弓镇、珠藏镇、马场镇、少普镇、熊家场镇、白泥镇、黑土镇、板桥镇、中寨镇、自强苗族乡、大平苗族彝族乡、官寨苗族乡、茶店布依族苗族彝族乡、金龙苗族彝族布依族乡、后寨苗族乡、鸡场苗族彝族布依族乡、实兴乡、上坪寨乡和纳雍乡。

## 人口
县内有汉、苗、彝、回、布依族等23个民族，少数民族（含穿青人）占48.02％。

## 经济
旅游业发达。旅游区主要分为织金古城、织金洞、结河峡谷、洪家渡四大部分。其中织金洞最为著名，有“天下第一洞。”之称。

## 文化
县境内有古寺、古墓、古桥、古塔等多处，但损毁比较严重。县城内的财神庙是全国罕见的古建筑，与日本大阪的天守阁相似，为省级文物保护单位。